# Helsingborg Len
Helsingborg Len var et len beliggende i den nordvestlige del af Skåne.
I begyndelsen af 1600-tallet, før den svenske tid, indgik Luggude, Bjerre, Sønder og Nørre Åsbo og Gønge herreder i lenet, der da var et regnskabslen. 
Gønge blev i 1637 delt i Øster og Vester Gønge herreder.